# ウルヴズ・イン・ザ・スローン・ルーム
ウルヴズ・イン・ザ・スローン・ルーム（Wolves in the Throne Room）は、アメリカ合衆国出身のブラックメタル・バンド。略称「WITTR」。
ポストメタル・グループの一つで、ウィーヴァー兄弟のプロジェクトとして発足。アンビエント・ミュージックを加味した、長尺な楽曲を特徴とする。

## 略歴
2002年、バンドのコンセプトを抱えていたネイサンは「Wolves in the Throne Room」と「Black Tea」の2曲を書き上げる。あるインタヴューによれば、この2曲はギフォード・ピンショー国有林で行われた、環境保護団体 Earth First! の集会に彼が参加した際に書かれたという。
2003年、ウィーヴァ―兄弟はオリンピアの郊外にあるカリオペーという荒れた農場へと拠点を移す 。この年からバンドの正式な活動が始まる。同年冬、バンド初のセルフタイトルデモをレコーディング。翌年リリースされる。先述の2曲はこのデモに収録されている。
2005年、2ndデモ『2005 Demo』を発表。全3曲52分、うち一曲は26分弱もあった。
2006年、ワシントンDCに存在するレーベル Vendlus Records から1stアルバム『Diadem Of 12 Stars』をリリース。同年暮れに Southern Lord Records と契約。
2007年、2ndアルバム『Two Hunters』をリリース。Daymare Recordings から国内盤がリリースされ、日本デビュー。ボーナスディスクとしてデモ「2005 Demo」の音源が追加収録されている。JesuとのUSツアーを行う。
2009年、EP Malevolent Grain を発表。3rdアルバム『Black Cascade』をリリース。国内盤は Daymare Recordings からリリースされ、ボーナスディスクとして「Malevolent Grain」が収録された。
2011年、4thアルバム『Celestial Lineage』がリリースされ、各音楽紙で高い評価を受ける。

## 音楽的影響
彼らはスカンディナヴィアのブラックメタルバンド、ドゥームメタル、ダークアンビエント、クラストコア、民族音楽からの影響を公言している。また、バンドは影響を受けたバンドとして Neurosis を重要なバンドに挙げている。何故なら彼らの音楽が「深く、そして強く神話的な次元で作用する」からだという。また、ポポル・ヴーのようなシンセサイザー・アーティストも音楽的影響として挙げている。

## 音楽的特徴と思想
Wolves in the Throne Room の音楽はエコメタルだとかアストラル・ブラックメタル、カスケイディアン・ブラックメタルなどと形容されることが多い。Wolves in the Throne Room の出現によって、カスケイディア（カスカディア共和国に当たる地域）のブラック・メタルを意味する「カスケイディアン・ブラックメタル」と呼ばれる一派が現れることになった。
彼らはコープスペイントやステージネーム、悪魔的な図像といった伝統的なブラックメタルの要素のほとんどを拒んでいる。アーロンはブラックメタルについて「Wolves in the Throne Room はブラックメタルじゃない。いや、もっと正確に言うなら俺たちはブラックメタルを俺たちの言葉で、そして俺たちの論理でプレイしてるのさ」と語っていると同時に「ブラックメタルは根本的なレベルで現代精神を批判する芸術活動なんだと思う。現代の世界観は何かを見落としているんだ、という具合に。」とも述べている。また、ネイサンはブラックメタルについて「ブラックメタルが孕む深い悲哀は、潜在意識の深層領域で私たちが切望する、決して戻ることのできない神話的かつ牧歌的な世界への畏怖に他ならない。」と語っている。
バンドは普通ブラックメタルが扱っているようなテーマを超えたところにあるものをテーマにしている点でも有名である。たとえば、急進的な環境保護やバイオダイナミック農法、自然を根拠にした神秘的世界観の創出などである。バンドの歌詞のテーマは黙示録、変化、現代社会が失ってしまった自然界との結びつきに焦点を置いている。
ウィーヴァー兄弟はカリオペーという農場で完全な自給自足生活を目指して生活している。ちなみにカリオペーとはギリシャ神話の叙事詩をつかさどる女神のことである。アーロンの妻はここカリオペーで有機野菜の栽培を行っている。
現代の大部分のメタルバンドとは対照的に、彼らはいつもヴィンテージアンプやそれに準ずるようなレコーディング機器を用いている。あるインタヴューではルーピングやドラムトリガーのような現代的なレコーディング技術を嫌悪しているとも語っている。しかし、エレクトリック・ギターを用いて演奏することの矛盾を認めてもいる。

## メンバー

### 現ラインナップ
- ネイサン・ウィーヴァー (Nathan Weaver) - リードボーカル/ギター (2003– )
- アーロン・ウィーヴァー (Aaron Weaver) - ドラムス/ベース/シンセサイザー (2003– )
- コーディー・キーワース (Kody Keyworth) - ギター、バッキングボーカル (2017– )

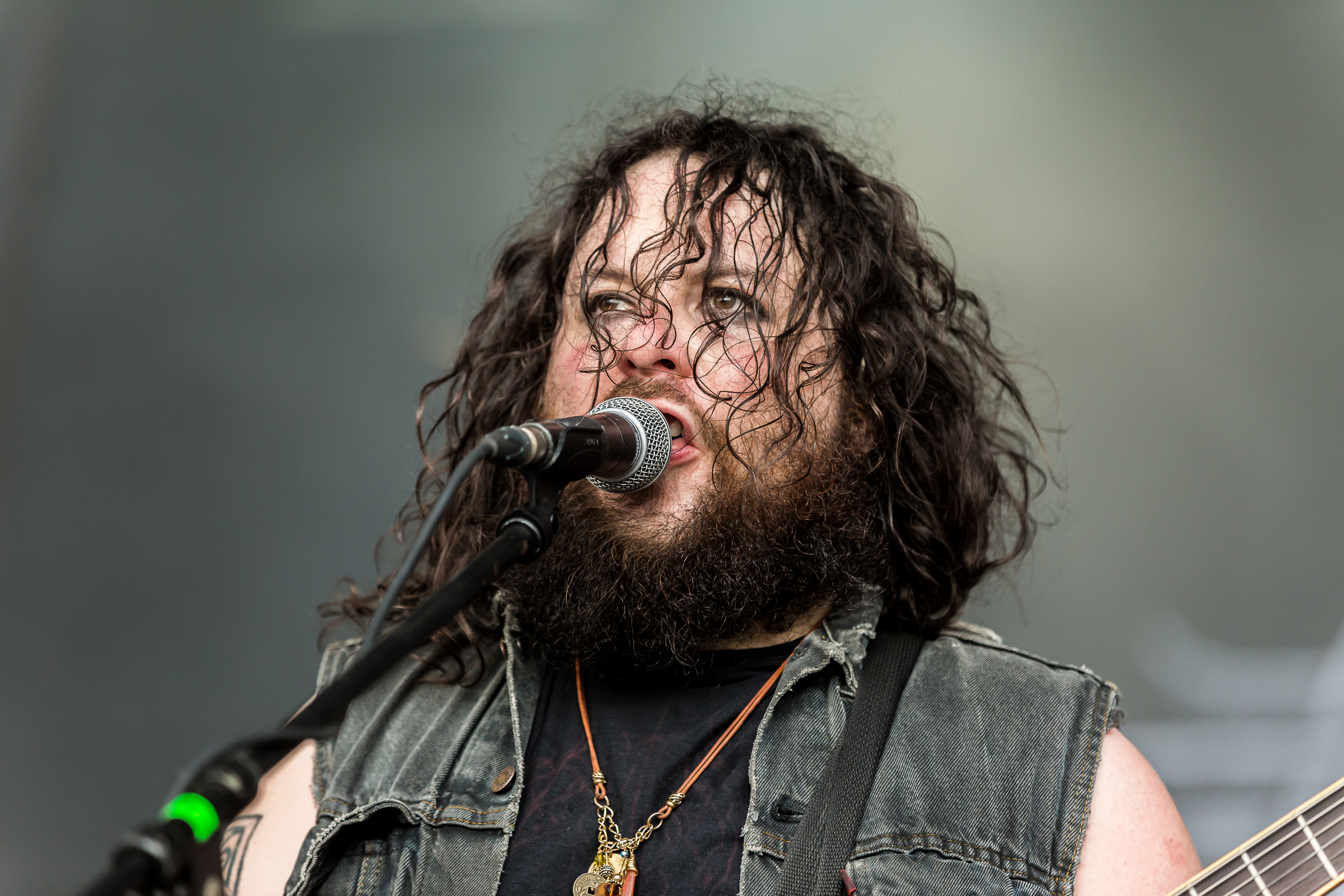
ネイサン・ウィーヴァー(Vo/G) 2018年
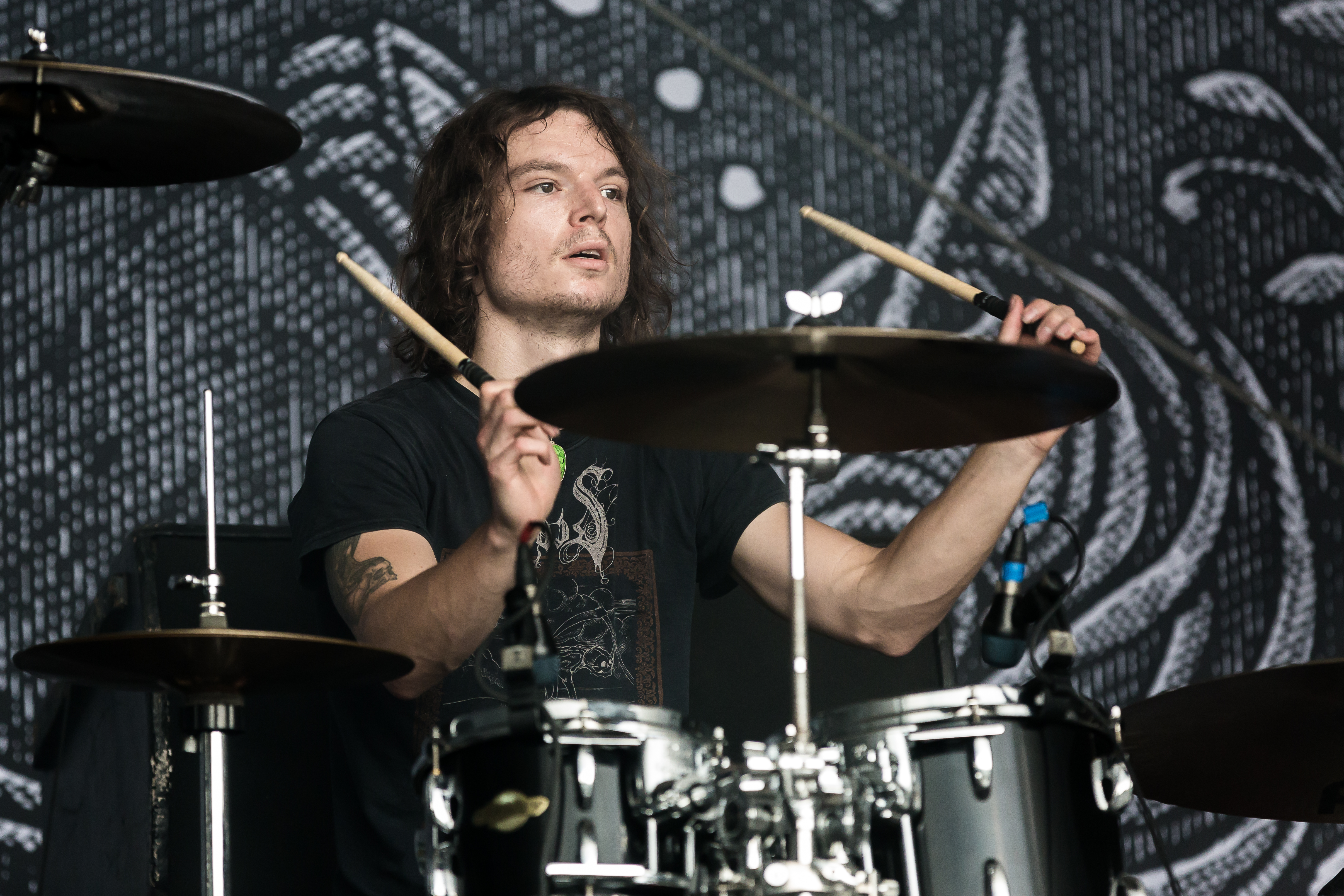
アーロン・ウィーヴァー(Dr/Ba/Syn) 2018年
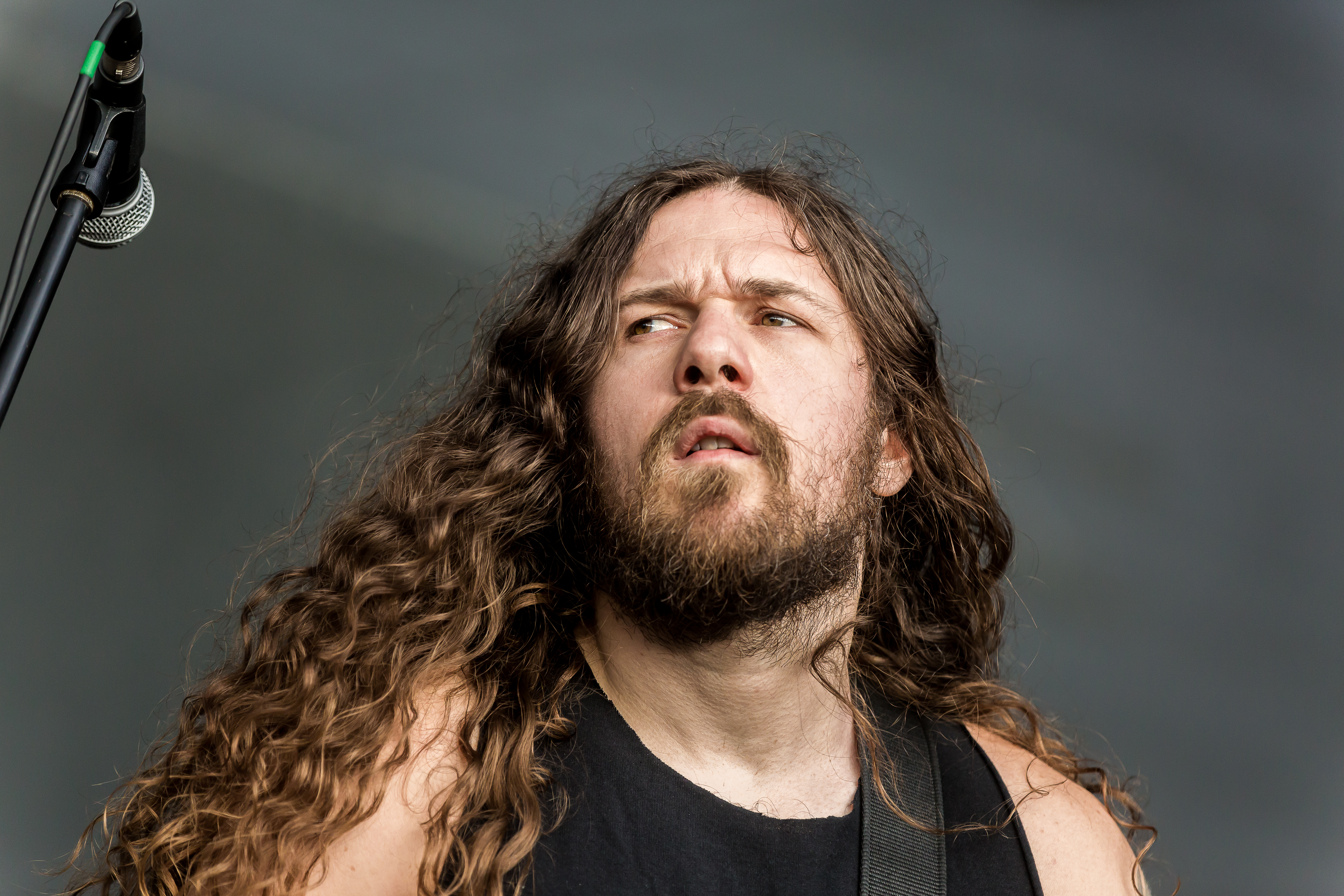
コーディー・キーワース(G) 2018年

### 旧メンバー
- ニック・ポール (Nick Paul) - ギター (2003-2004)
- リック・ダーリン (Rick Dahlin) - ギター (2005-2007)
- ウィル・リンジー (Will Lindsay) - ギター、バッキングボーカル、ベース (2008-2009)

## ディスコグラフィー

### オリジナルアルバム
- 2006年  Diadem Of 12 Stars
- 2007年 Two Hunters
- 2009年 Black Cascade
- 2011年 Celestial Lineage
- 2014年 Celestite
- 2017年 Thrice Woven
- 2021年 Primordial Arcana

### ライブアルバム
- 2009年 Live at Roadburn 2008
- 2013年 BBC Session 2011 Anno Domini
- 2014年 Turning Ever Towards The Sun - Live At Neudegg Alm
- 2015年 Live at the Bell House 9.12.11

### EP
- 2009年 Malevolent Grain
- 2023年 Crypt of Ancestral Knowledge

### デモ
- 2004年 Wolves in the Throne Room
- 2005年 2005 Demo